# Hustle (TV-serie)
Hustle är en brittisk dramakomedi-serie producerad av Kudos Film & Television för BBC One i Storbritannien. Serien skapades av Tony Jordan och sändes för första gången år 2004. Serien kretsar kring en grupp av lurendrejare i London som specialiserat sig på långa och noggrant planerade bedrägerier eftersom dessa ger större summor pengar.